# Mark Cardoen
Mark Cardoen (Galmaarden, 5 augustus 1952) is een Vlaams politicus voor CD&V. Van april 1999 tot en met december 2012 was hij burgemeester van Bierbeek. Cardoen studeerde godsdienstwetenschappen aan de Katholieke Universiteit Leuven en gaf een tijd lang Godsdienst aan het TSM Mechelen. Waar hij op pensioen ging in 2008.
Cardoen werd gemeenteraadslid in Bierbeek in 1989, als schepen zetelde hij sinds 1995 en sinds 1999 mocht hij de burgemeesterssjerp omgorden. Bij de gemeenteraadsverkiezingen van 2012 was hij geen kandidaat meer.  Hij gaf zijn burgemeestersjerp op 1 januari 2013 dan ook door aan zijn opvolger.
Zijn zoon Jonathan was een tijdlang nationaal voorzitter van de CVP-jongeren, en zetelde van 2007 tot en met 2012 in de gemeenteraad van Kortenaken.